# 喜马拉雅鹤虱
喜马拉雅鹤虱（学名：Lappula himalayensis）为紫草科鹤虱属的植物，为中国的特有植物。分布在中国大陆的西藏等地，生长于海拔3,780米至4,200米的地区，常生长在山坡草地，目前尚未由人工引种栽培。